# 肥川彩愛
肥川彩愛（日语：肥川 彩愛，1994年11月8日—）是日本女藝人、模特兒，為女子偶像團體NMB48 Team M前成員，兵庫縣神戶市出身。

## 経歴
2010年
- 9月20日、參加『NMB48一期生徵選會』合格（參加總數7,256名、最終合格者26名）。
- 10月9日、『Visit Zooキャンペーン応援プロジェクト AKB48 東京秋祭り supported by NTTぷらら』為NMB48第1期研究生26名其中1人初次披露。

2011年
- 2月12日、NMB48劇場的公演出道[2]。
- 9月20日、『AKB48第24張單曲選拔猜拳大會』本戰中在Best 16勝出，成為AKB48的第24張單曲的選抜成員[3]。

2012年
- 1月26日、NMB48研究生29人之中選出Team M初期成員16人，昇格為正規成員。
- 10月29日、因腳部受傷休養[4]。
- 12月13日、復歸後因放棄在部落格發表從NMB48畢業[5]。
- 12月22日、因受傷不痊癒後出演公演的狀態不佳，畢業公演的代替在這日的Team M夜公演進行畢業。

## 人物
特技是小號。目標成為的藝人是篠田麻里子。

### NMB48相關
自我介紹是「にゃんだーらんどへようこそ。今日もみなさんをあやにゃんカラーに染めちゃうぞ♪兵庫県から来ました幸せを呼ぶ招き猫、あやにゃんこと肥川彩愛です」。
暱稱是「あやにゃん」。但Team M的成員多數以「エロにゃん」稱呼。
與同期Team N中「あいにゃん」（福本愛菜）和「りかにゃん」（岸野里香）、畢卒業生的「あーにゃん」（森彩華）和「にゃん」3人關係非常好，4人以「にゃんにゃん's」稱呼。還有與川上礼奈・山岸奈津美・三田麻央稱為「ぶりっこ4姉妹」。
以「浪速のゆきりん」稱呼作王道偶像，理想的偶像亦是柏木由紀。
Google+中，AKB48團體的部活動是美術部所屬。

## NMB48参加曲

### 單曲CD選抜曲
NMB48名義
- 「絕滅黑髮少女」中收錄
  - 三日月的背影
- 「Oh My God!」中收錄
  - 捕食者們 - 紅組名義
  - 我在等待
- 「純情U-19」中收錄
  - 向右轉! - 紅組名義
  - 場当たりGO! - Under Girls名義
- 「海邊之最」中收錄
  - 如果我稍微大膽點 - 紅組名義
  - 不講理Ball  - Under Girls名義
- 「Virginity」中收錄
  - 沙灘上的手槍 - 難波鉄砲隊其之壱名義
- 「北川謙二」中收錄
  - 恋愛被害届 - 紅組名義

AKB48名義
- 崇尚麻里子
- 「格子花紋」中收錄
  - 那一天的風鈴 - Waiting Girls名義

### 劇場公演分組曲
TeamN 2nd Stage「青春女孩」公演
- 禁忌的2人 ※
※吉田朱里的Under
- 雨中動物園 ※
※渡辺美優紀的Under

NMB48 TeamM 1st Stage「偶像的黎明」公演
- 口對口的巧克力

## 出演

### 電視
- Aruaru YY電視（2012年5月15日、TVQ九州放送）
- docking48（2012年9月25日、關西電視台）

## 備註
1. ↑  . NMB48公式サイト. 2012-04-18  [2012-02-19]. （原始内容存档于2012-01-28） （日语）.
2. ↑  肥川彩愛 - Google+（2012年2月12日付）
3. ↑  「AKB48 24thシングルじゃんけん選抜決定!&1位〜8位発表!」 （页面存档备份，存于） - AKB48オフィシャルブログ（2011年9月20日）
4. ↑  .   [2013-03-23]. （原始内容存档于2013-08-24）.
5. ↑  .   [2013-03-23]. （原始内容存档于2012-12-16）.
6. ↑  肥川彩愛 AKB48名鑑 ― スポニチ Sponichi Annex （页面存档备份，存于） - スポーツニッポン
7. ↑  写メ展示会♪あいにゃん(´｀)★ Archive.today的存檔，存档日期2012-07-01 - NMB48  オフィシャルブログ（2011年7月11日）
8. 1 2
9. ↑  片山陽加 （页面存档备份，存于） - Google+（2012年2月15日付）

## 外部連結
- 經紀公司個人介紹頁
- 肥川彩愛官方部落格 （页面存档备份，存于）
- NMB48個人介紹頁
- NMB48官方部落格「肥川彩愛」（2010年12月18日 - ）
- 肥川彩愛的X（前Twitter）
- 肥川彩愛的Instagram帳戶